# Hymne de la communauté de Madrid
L'hymne de la communauté de Madrid (Himno de la Comunidad de Madrid, en castillan) est un poème écrit par Agustín García Calvo, et la musique a été écrite par Pablo Sorozábal Serrano (es) . La composition est l'hymne officiel de la communauté de Madrid (Espagne) depuis le 24 décembre 1983, date de sa publication dans le Journal officiel de la région (BOCM).
L'hymne a été composé à la demande du gouvernement de la communauté de Madrid qui est parvenu au pouvoir en 1983, année de sa création. Durant le processus d'organisation territoriale de l'État, on a décidé que la province madrilène devienne une autonomie monoprovinciale, écartée des deux Castilles. Madrid a été la dernière communauté autonome constituée (à l'exception des villes autonomes de Ceuta et de Melilla, qui ne seraient pas créées jusqu'en 1995) et son président, Joaquín Leguina, a commandé au philosophe Agustín García Calvo la composition de l'hymne. Celui-ci a accepté par le prix symbolique d'une peseta.
Les paroles de l'hymne sont un poème qui aborde, avec un ton sarcastique, l'organisation territoriale de l'Espagne et même l'existence de la communauté de Madrid. Contrairement aux autres hymnes régionaux d'Espagne, tel que celui de la Catalogne (Els Segadors) ou des Asturies (Asturias, patria querida), cet hymne a un usage testimonial, quasiment relégué à certains actes officiels, tel que la commémoration du soulèvement du 2 mai 1808.

## Paroles

### En castillan
1
Yo estaba en el medio:
giraban las otras en corro,
y yo era el centro.
Ya el corro se rompe,
ya se hacen Estado los pueblos,
Y aquí de vacío girando
sola me quedo.
Cada cual quiere ser cada una:
no voy a ser menos:
¡Madrid, uno, libre, redondo,
autónomo, entero!
Mire el sujeto
las vueltas que da el mundo
para estarse quieto
2
Yo tengo mi cuerpo:
un triángulo roto en el mapa
por ley o decreto
entre Ávila y Guadalajara,
Segovia y Toledo:
provincia de toda provincia,
flor del desierto.
Somosierra me guarda del Norte y
Guadarrama con Gredos;
Jarama y Henares al Tajo
se llevan el resto.
Y a costa de esto,
yo soy el Ente Autónomo último,
el puro y sincero.
¡Viva mi dueño!,
que, sólo por ser algo,
¡soy madrileño!
3
Y en medio del medio,
Capital de la esencia y potencia,
garajes, museos,
estadios, semáforos, bancos,
y vivan los muertos:
¡Madrid, Metrópoli, ideal
del Dios del Progreso!
Lo que pasa por ahí, todo pasa
en mí, y por eso
funcionarios en mí y proletarios
y números, almas y masas
caen por su peso;
y yo soy todos y nadie,
político ensueño.
Y ése es mi anhelo,
que por algo se dice:
De Madrid, al cielo

### Traduction en français
1
J'étais au milieu :
les autres tournaient autour de moi,
et moi, j'étais le centre.
Maintenant le cercle se rompt,
les peuples deviennent États,
Et ici tournant dans le vide
je reste seule.
Chacun veut être un :
Je n'en serai pas moins :
Madrid, un, libre, rond,
autonome, entier !
Regardez
les tours que fait le monde
pour rester quiet
2
J'ai mon corps :
un triangle brisé sur la carte
établi par loi ou décret
entre Ávila et Guadalajara,
Segovia et Toledo:
province de toute province,
fleur du désert.
Somosierra me protège au nord et
Guadarrama avec Gredos;
Jarama et Henares au Tajo
conservent le reste.
Et au prix de tout cela,
je suis la dernière Entité autonome,
la pure et sincère.
Vive mon maître !,
uniquement pour être quelque chose,
je suis madrilène !
3
Et au milieu du centre,
Capitale de l'essence et de la puissance,
garages, musées,
stades, feux rouges, banques,
et vivent les morts :
Madrid, Métropole, idéal
du Dieu du progrès!
Ce qui se passe là, tout se passe
en moi, et c'est pourquoi en moi
fonctionnaires et prolétaires
nombres, âmes et masses
tombent de leur propre poids ;
et moi, je suis tous et personne,
rêverie politique.
Telle est mon aspiration,
ce n'est pas pour rien que l'on dit :
De Madrid, au ciel